# Exoacantha
- Commons
- Wikispecies

Exoacantha é um género botânico pertencente à família Apiaceae.